# Pero tabacona
Pero tabacona là một loài bướm đêm trong họ Geometridae.